# Massimo Carfora
Massimo Carfora (Milano, 18 luglio 1956) è un terrorista italiano.

## Biografia
Massimo Carfora è nato e cresciuto a Milano. Da giovane studente, negli anni della contestazione, ha militato nel gruppo extraparlamentare di sinistra Lotta Continua. Successivamente, come altri appartenenti a quella organizzazione, ha partecipato al movimento del 77 e successivamente all'area della lotta armata.
Nonostante la sua integrazione nella società francese, in Italia è tuttora un latitante condannato all'ergastolo.

## Attività politica
Nei primi anni Ottanta del secolo scorso collaborò con i Comunisti Organizzati per la Liberazione Proletaria e i Nuclei Comunisti, che avevano come unico obiettivo la liberazione dei compagni imprigionati e l'attacco alle carceri speciali. Il 3 gennaio 1982, insieme a Diego Forastieri, Rosario Schettini, Gianluca Frassinetti, Roberto Adamoli, Franco Fiorina, Paolo Cornaglia, tutti comandati da Sergio Segio, partecipò all'organizzazione ed esecuzione dell'evasione dal carcere di Rovigo di quattro detenute: Loredana Biancamano, Federica Meroni, Marina Premoli, Susanna Ronconi. L'utilizzo di una bomba per far crollare una parte del muro di cinta e permettere l'evasione causò la morte accidentale di un passante, Angelo Furlan.
Nel 1983 venne condannato all'ergastolo e incarcerato nel penitenziario di Piacenza, da cui riuscì a fuggire. Si rifugiò in Francia dove, grazie alla dottrina Mitterrand, vive a tutt'oggi, assieme alla propria famiglia, perfettamente inserito nella società francese, avendogli riconosciuto le autorità francesi titolo di soggiorno.. Nel corso dei decenni è divenuto un imprenditore nel campo della Editoria pubblicando la rivista Modem. Della sua vicenda, della fine e della distanza da quell'epoca ha scritto lui stesso un articolo pubblicato dal quotidiano francese Liberation.